# Joseph de Bretagne
Joseph de Bretagne est un ingénieur du son français, chef-opérateur du son de cinéma, né Joseph Maurice Gérard Marie Emmanuel Le Roux de Bretagne, le 21 novembre 1901 à Vaudricourt (Pas-de-Calais), mort le 4 décembre 1986 à Cagnes-sur-Mer.

## Parcours
Joseph de Bretagne a connu une carrière de 40 ans, commencée au début du parlant, allant de Jean Renoir et Sacha Guitry à Stanley Donen et George Stevens, en passant par William Wyler et Billy Wilder.
À partir de 1931 il est l'un des premiers chef-opérateur du son français, avec Marcel Courmes tous les deux participent aux films les plus célèbres des années 1930. Ils sont débutants sur le film de Jean Renoir, La Chienne, en 1931. Ils sont épaulés par les conseillers techniques de la Western Electric, Bell et Hotchckiss qui leur expliquent l’utilisation du matériel.

## Jean Renoir et Jo de Bretagne
« La présence pendant le tournage de On purge bébé d'un assistant au son, Joseph de Bretagne, qui devait participer à presque toutes mes productions françaises dans le futur, fut d'un grand apport dans ma formation cinématographique. Avec lui, j'ai vraiment utilisé le minimum de son truqué. (…) Jo de Bretagne était ravi de participer, même comme simple perchiste, à cette expérience. Son enthousiasme me remplissait de joie. Ce fut le début d'une amitié qui dure encore. »

— Jean Renoir, Ma vie et mes films, 1974

## Filmographie
- 1931 : La Chienne de Jean Renoir
- 1932 : La Nuit du carrefour de Jean Renoir
- 1933 : Le Gendre de Monsieur Poirier : de Marcel Pagnol
- 1933 : La Voix sans visage de Leo Mittler
- 1934 : Madame Bovary de Jean Renoir
- 1934 : La Maison du mystère de Gaston Roudès
- 1934 : Adémaï aviateur de Jean Tarride
- 1934 : Le Comte Obligado de Léon Mathot
- 1934 : L'Or dans la rue de Kurt Bernhardt
- 1934 : Le Petit Jacques de Gaston Roudès
- 1934 : Sans famille de Marc Allégret
- 1934 : Le Scandale de Marcel L'Herbier
- 1934 : Le Voyage de monsieur Perrichon de Jean Tarride
- 1935 : Bonne chance ! de Sacha Guitry
- 1935 : Le Chemineau de Fernand Rivers
- 1935 : Golgotha de Julien Duvivier
- 1935 : La Mascotte de Léon Mathot
- 1935 : Pasteur de Sacha Guitry
- 1935 : Veille d'armes de Marcel L'Herbier
- 1936 : Bichon de Fernand Rivers
- 1936 : L'Argent de Pierre Billon
- 1936 : Les Deux gosses de Fernand Rivers
- 1936 : Faisons un rêve de Sacha Guitry
- 1936 : Les Hommes nouveaux de Marcel L'Herbier
- 1936 : Jenny de Marcel Carné
- 1936 : Mister Flow de Robert Siodmak
- 1936 : Tarass Boulba : d'Alexis Granowsky
- 1936 : Partie de campagne de Jean Renoir
- 1937 : Boissière de Fernand Rivers
- 1937 : La Grande Illusion de Jean Renoir
- 1937 : La Marseillaise de Jean Renoir
- 1937 : Le Mot de Cambronne de Sacha Guitry
- 1938 : Légions d'honneur de Maurice Gleize
- 1938 : Paix sur le Rhin de Jean Choux
- 1938 : Remontons les Champs-Élysées de Sacha Guitry
- 1938 : La Route enchantée de Pierre Caron
- 1938 : Trois Valses : de Ludwig Berger
- 1938 : Un de la Canebière de René Pujol
- 1939 : Le Grand Élan : de Christian-Jaque
- 1939 : Nord-Atlantique : de Maurice Cloche
- 1939 : La Règle du jeu de Jean Renoir
- 1939 : Remorques : de Jean Grémillon
- 1940 : Untel père et fils de Julien Duvivier
- 1942 : La Belle Aventure, de Marc Allégret
- 1942 : Félicie Nanteuil de Marc Allégret
- 1945 : Les Démons de l'aube de Yves Allégret
- 1946 : Les Maudits de René Clément
- 1946 : Panique de Julien Duvivier
- 1947 : Rendez-vous à Paris de Gilles Grangier
- 1947 : Pour une nuit d'amour d'Edmond T. Gréville
- 1948 : La Chartreuse de Parme de Christian-Jaque
- 1948 : Rocambole, de Jacques de Baroncelli
- 1948 : La Revanche de Baccarat, de Jacques de Baroncelli
- 1948]: Au-delà des grilles de René Clément
- 1948 : Bagarres d'Henri Calef
- 1948 : D'homme à hommes de Christian-Jaque
- 1949 : Ballerina de Ludwig Berger
- 1949 : Lady Paname d'Henri Jeanson
- 1949 : Maya de Raymond Bernard
- 1949 : Singoalla de Christian-Jaque
- 1949 : La Valse de Paris de Marcel Achard
- 1950 : Boîte de nuit de Alfred Rode
- 1950 : Olivia de Jacqueline Audry
- 1950 : Souvenirs perdus de Christian-Jaque
- 1951 : Adhémar ou le Jouet de la fatalité de Fernandel
- 1951 : Le Gantelet vert de Rudolph Maté
- 1952 : Le Carrosse d'or de Jean Renoir
- 1953 : Secrets d'alcôve de Jean Delannoy
- 1953 : Si Versailles m'était conté de Sacha Guitry
- 1953 : Un acte d'amour d'Anatole Litvak
- 1953 : Vacances romaines de William Wyler
- 1954 : Madame du Barry de Christian-Jaque
- 1954 : Napoléon de Sacha Guitry
- 1955 : Série noire de Pierre Foucaud
- 1955 : Le Mystère Picasso : de Henri-Georges Clouzot
- 1955 : Si Paris nous était conté de Sacha Guitry
- 1956 : La Fille de l'ambassadeur de Norman Krasna
- 1957 : Amère Victoire (Bitter Victory) de Nicholas Ray
- 1957 : Ariane (Love in the afternoon) de Billy Wilder
- 1957 : Orgueil et Passion de Stanley Kramer
- 1958 : Du rififi chez les femmes d'Alex Joffé
- 1958 : Faibles femmes de Michel Boisrond
- 1958 : La Vie à deux de Clément Duhour
- 1958 : Les Vikings de Richard Fleischer
- 1959 : Le Déjeuner sur l’herbe de Jean Renoir
- 1959 : Les Pionniers (Os bandeirantes) : de Marcel Camus
- 1960 : Le Grand Risque (The big gamble) de Richard Fleischer
- 1962 : Vu du pont de Sidney Lumet
- 1962 : Le Jour le plus long de Ken Annakin et Andrew Marton
- 1963 : Symphonie pour un massacre de Jacques Deray
- 1964 : Le Train de John Frankenheimer
- 1964 : Compartiment tueurs de Costa-Gavras
- 1964 : Deux têtes folles (Paris when it sizzles) de Richard Quine
- 1965 : La Fleur de l'âge (Rapture) de John Guillermin
- 1966 : L'Espion de Raoul Lévy
- 1966 : Comment voler un million de dollars (How to steal a million) de William Wyler
- 1967 : Mayerling de Terence Young
- 1967 : Voyage à deux (Two for the road) de Stanley Donen
- 1968 : La Puce à l’oreille de Jacques Charon
- 1970 : Las Vegas, un couple (The only game in town) de George Stevens
- 1972 : Le Temps d'aimer (A Time for Loving) de Christopher Miles